# North of England Championships
Il North of England Championships è stato un torneo femminile di tennis che si disputava a Hoylake in Gran Bretagna.

## Albo d'oro

### Singolare
| Anno | Campionessa                  | Finalista    | Punteggio        |
| ---- | ---------------------------- | ------------ | ---------------- |
| 1972 | Evonne Goolagong Betty Stöve |              | Titolo condiviso |
| 1973 | Patti Hogan                  | Sharon Walsh | 11-9, 4-6, 6-4   |

### Doppio
| Anno | Campionesse                    | Finalista                | Punteggio        |
| ---- | ------------------------------ | ------------------------ | ---------------- |
| 1972 | Evonne Goolagong Helen Gourlay | Brenda Kirk Pat Walkden  | Titolo condiviso |
| 1973 | Karen Krantzcke Virginia Wade  | Patti Hogan Sharon Walsh | 5-7, 6-4, 6-1    |